# Robert Franks
Robert Christopher Franks jr. (Seattle, 18 dicembre 1996) è un cestista statunitense.

## Palmarès
- NBA D-League: 1

Lakeland Magic: 2021